# Rede Fronteira de Comunicação
Rede Fronteira de Comunicação (RFC) é um conglomerado de mídia brasileiro sediado em Blumenau, no estado de Santa Catarina. O grupo é propiedade de Carlos Alberto Flores Ross. O conglomerado conta com quatro estações de rádio no estado do Rio Grande do Sul e três em Santa Catarina.

## História
Foi fundada em 31 de julho de 1984, quando foi adquirida a primeira emissora da rede, a Rádio Marajá de Rosário do Sul, pelo então advogado e professor Carlos Alberto Flores Ross, natural de Rosário do Sul e radicado na cidade de Blumenau, em Santa Catarina. Na oportunidade, a emissora aumentou sua potência e mudou a frequência de 1550 para 660, passando a ter ampla cobertura para toda a região fronteira do Rio Grande do Sul e parte do Uruguai e Argentina.
No ano de 1986, a RFC adquiriu mais duas emissoras na cidade de Blumenau, a atual CBN Blumenau e a extinta Rádio Globo Blumenau.
Já no ano de 1998 mais uma emissora passou a fazer parte da RFC, a atual Band FM, na cidade de São Gabriel - RS.
Em 2008, a cidade de Rosário do Sul, sede da pioneira da RFC passou a ter o seu canal de FM, com a instalação da Transamérica Hits Rosário do Sul.
Em abril de 2016, na cidade de São Pedro do Sul (RS), região de Santa Maria (RS), entrou no ar a Transamérica Hits Centro Sul, na frequência 88.5 FM.
Atualmente, a Rede Fronteira de Comunicação participa da concorrência de mais dois canais de FM para o Rio Grande do Sul e Santa Catarina.
Em 15 de setembro de 2019, a Rádio Princesa 1030 AM conclui a migração para o FM e se afilia à Rede Antena 1, a qual passa a se denominar Antena 1 Lages na frequência 103.1 FM, a emissora conta agora com um novo sistema irradiante que abriga também a Transamérica Lages na mesma torre.
Em 18 de dezembro de 2019, a RFC permanece a afiliação com a Transamérica em suas três emissoras e engatam no formato jovem/adulto da rede no mesmo dia.
Em 2021, todas as rádios do grupo deixaram de transmitir a Rede Transamérica, a primeira a deixar a rede foi a afiliada de Rosário do Sul, atual Antena 1 no dia 1° de janeiro. Em 15 de fevereiro, foi a vez da emissora de Lages deixar a rede, passando a se chamar Princesa FM com uma nova afiliação a Rede UP. E em 17 de março, a atual Antena 1 Santa Maria foi a última a deixar a rede.

## Emissoras

### Rio Grande do Sul
| Emissora                | Cidade         | Frequência   | Prefixo |
| ----------------------- | -------------- | ------------ | ------- |
| Antena 1 Rosário do Sul | Rosário do Sul | FM 103.3 MHz | ZYG 359 |
| Antena 1 Santa Maria    | Santa Maria    | FM 95.3 MHz  | ZYW 498 |
| Band FM São Gabriel     | São Gabriel    | FM 98.3 MHz  | ZYD 681 |
| Rádio Marajá            | Rosário do Sul | AM 660 kHz   | ZYK 286 |

### Santa Catarina
| Emissora                | Cidade   | Frequência   | Prefixo |
| ----------------------- | -------- | ------------ | ------- |
| Antena 1 Lages          | Lages    | FM 103.1 MHz | ZYV 332 |
| Antena 1 Vale do Itajaí | Blumenau | FM 88.1 MHz  | ZYE 260 |
| CBN Vale do Itajaí      | Blumenau | FM 95.9 MHz  | ZYD 734 |
| Princesa FM             | Lages    | FM 95.7 MHz  | ZYD 730 |